# Комарка
Кома́рка (исп. comarca) — административная единица в некоторых странах. 

## Этимология
Термин происходит от позднелатинского commarca — «граница, предел». В Средние века использовали формы «chomarcha», «comarquia» и «commarca».

## В разных странах
В современной Испании комарка — административно-территориальная единица, ниже по уровню, чем автономный регион и провинция.
В Португалии и Бразилии термин комарка (порт. comarca) используется для обозначения судебного округа.
В Панаме комарками именуются индейские автономии — «комарки коренных народов».
Спорадически термин используется во Франции.